# Halangmühle
Halangmühle, niedersorbisch Halankojc Młyn, ist ein zum Ortsteil Lubochow gehörender Wohnplatz der Gemeinde Neu-Seeland im Landkreis Oberspreewald-Lausitz im Süden des Landes Brandenburg. Die Siedlung gehört dem Amt Altdöbern an.

## Lage
Die Halangmühle liegt in der Niederlausitz, rund sieben Kilometer nordöstlich von Großräschen und 23 Kilometer Luftlinie südwestlich von Cottbus. Umliegende Dörfer sind Kunersdorf im Norden, Lubochow im Nordosten, Leeskow im Süden und Woschkow im Westen. Die Halangmühle liegt am Cunersdorfer Fließ.

## Geschichte
Die Halangmühle wurde erstmals im Jahr 1757 im Schenkschen Atlas urkundlich erwähnt. Sie wurde ursprünglich als Wassermühle betrieben und gehört verwaltungstechnisch seit jeher zu Lubochow. Um das Jahr 1840 hatte die Einzelsiedlung sechs Einwohner. Der Mühlenbetrieb wurde etwa 1930 eingestellt. Danach standen die Gebäude eine Zeit lang leer, bis das Haupthaus im Jahr 1995 zu einem Wohnhaus umgebaut wurde. Seit der Eingemeindung von Lubochow am 1. Februar 2002 ist die Halangmühle ein Wohnplatz der Gemeinde Neu-Seeland.